# Liste zoologischer Gärten und Aquarien in Irland
Die Liste zoologischer Gärten und Aquarien in Irland nennt insbesondere Zoos und Schauaquarien, die Mitglied in der British and Irish Association of Zoos and Aquariums sind.

## Liste
| Name                           | Typ                          | Ort           |
| ------------------------------ | ---------------------------- | ------------- |
| Ardmore Open Farm and Mini Zoo | Mini Zoo                     | Ardmore       |
| Dingle Oceanworld              | Aquarium                     | Dingle        |
| Dublin Zoo                     | Zoo                          | Dublin        |
| Emerald Park                   | Freizeitpark mit Zoo         | Ashbourne     |
| Fota Wildlife Park             | Wildlife Park                | Carrigtwohill |
| Galway Atlantaquaria           | Aquarium                     | Salthill      |
| Secret Valley Wildlife Park    | Wildlife Park                | Clonroche     |
| Tropical World @ Alcorns       | Tropengarten, Schmetterlinge | Letterkenny   |